# Wilmington (Nueva York)
Wilmington es un pueblo ubicado en el condado de Essex en el estado estadounidense de Nueva York. En el año 2000 tenía una población de 1.131 habitantes y una densidad poblacional de 6.7 personas por km².

## Geografía
Wilmington se encuentra ubicado en las coordenadas 44°23′30″N 73°48′13″O / 44.39167, -73.80361.

## Demografía
Según la Oficina del Censo en 2000 los ingresos medios por hogar en la localidad eran de $34,432, y los ingresos medios por familia eran $43,077. Los hombres tenían unos ingresos medios de $27,604 frente a los $21,328 para las mujeres. La renta per cápita para la localidad era de $18,052. Alrededor del 10.0% de la población estaban por debajo del umbral de pobreza.